# Hopje

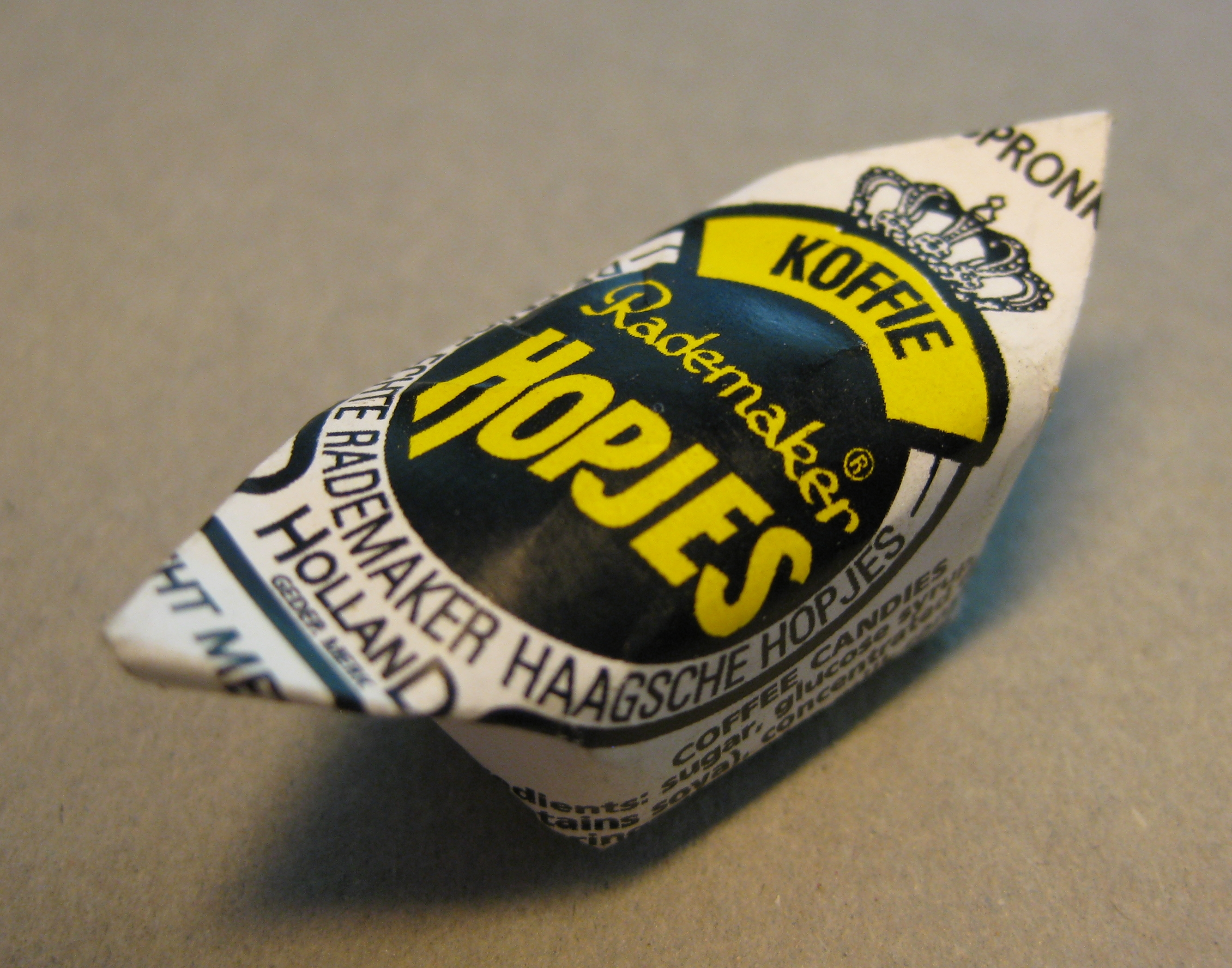
Hopje

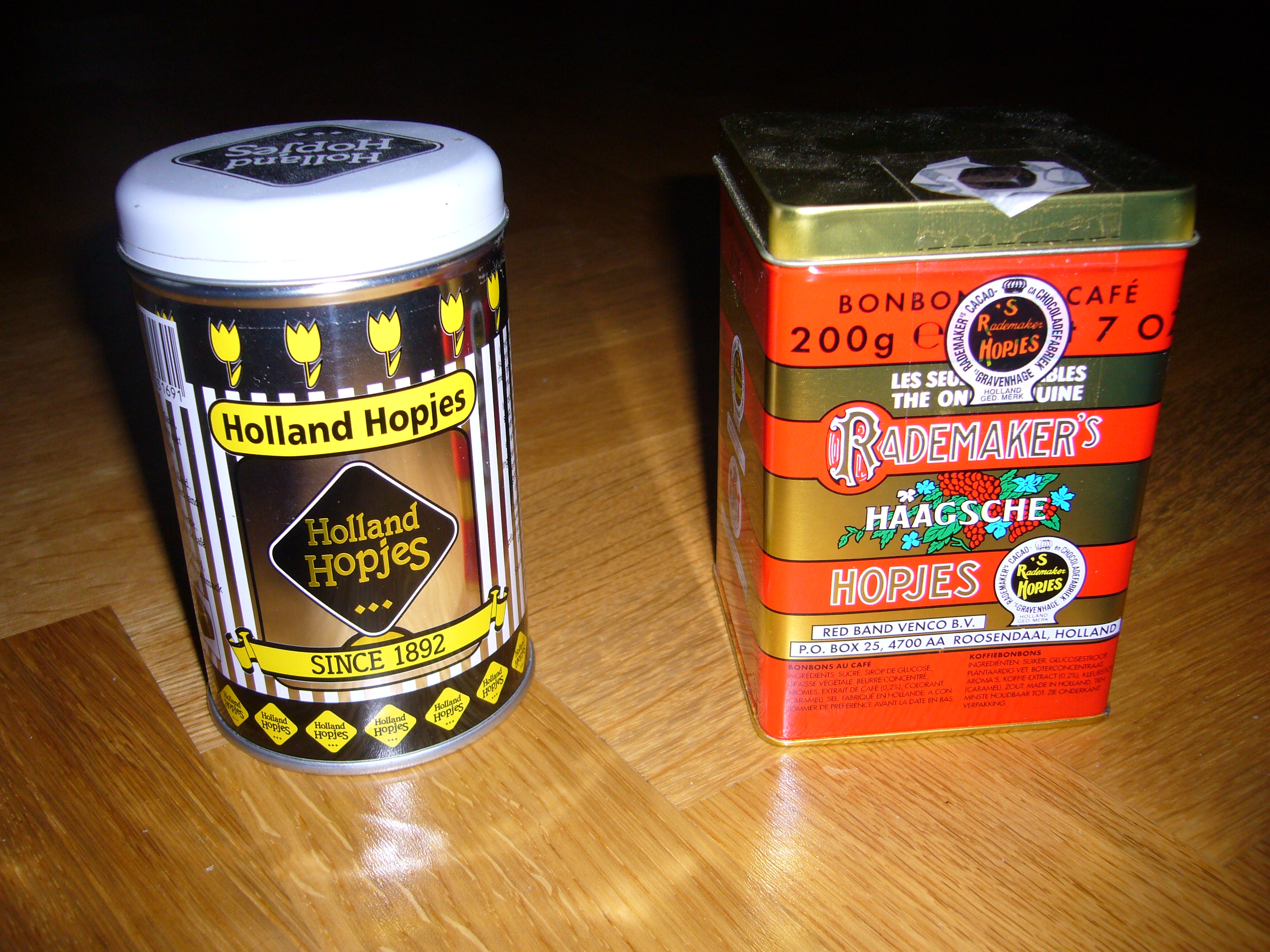
Puszki z cukierkami hopje

Hopje lub Haagse hopje – holenderski cukierek o smaku kawowym. Jego nazwa pochodzi od wynalazcy barona Hendrika Hopa. Cukierek jest twardy, ma zbliżony do prostopadłościanu kształt i brązowy kolor. Jest zawinięty w podwójny papierek: cienki, biały, kredowy – wewnętrzny i grubszy z charakterystyczny czarno-żółtym nadrukiem – zewnętrzny.

## Historia
Baron Hendrik Hop (1723–1808) był dyplomatą i przedstawicielem  Stanów Prowincjonalnych Holandii w Brukseli. Nazywany był przez najbliższych przyjaciół "Hopje". Był zagorzałym miłośnikiem picia kawy i smakoszem, posiadał własny aparat do prażenia ziaren kawy. Pewnego wieczoru w 1792, podczas pobytu w Hadze, chory na grypę baron, pozostawił nad kominkiem filiżankę z resztką kawy mocno posłodzonej cukrem i z dodatkiem śmietanki, po czym udał się na nocny spoczynek. Następnego ranka zauważył, że napój zgęstniał i stwardniał, z ciekawości spróbował lepiącej się masy na śniadanie, która bardzo mu zasmakowała i w dodatku okazała się wspaniałym lekiem przeciwbiegunkowym. Baron zwrócił się z prośbą do swojego cukiernika Theodorusa van Haarena o zrobienie takich "kawałków kawy", gdyż chciał je mieć zawsze przy sobie, także w czasie podróży. Gdy 1794 osiadł na stałe  w Hadze i zamieszkał przy ulicy Lange Voorhout 92 (nad sklepem cukierniczym Van Haarena i Nieuwerkerka) ponownie zwrócił się do cukiernika o zrobienie "kawałków kawy". Cukiernicy zaczęli eksperymentować w celu dopracowania receptury, która w owym czasie polegała na zmieszaniu w odpowiednich proporcjach cukru, śmietany, kawy i masła. Początkowo hopjes były robione wyłącznie na zamówienie barona i kupowane tylko przez niego. Baron miał je zawsze przy sobie, żuł i częstował innych. W ten sposób stały się znane wśród jego przyjaciół i miejscowej elity. Na początku XIX wieku nazywane były cukierkami barona Hopa. W ciągu XIX wieku stawały się coraz bardziej popularne. W 1880 "kawałki upieczonej kawy" barona Hopa otrzymały oficjalną nazwę Haagse hopjes. Cukierki produkowane przez cukiernię Van Haarena i Nieuwerkerka z Hagi były zamawiane nawet przez europejskie dwory królewskie, carów z Petersburga oraz eksportowane do Holenderskich Indii Wschodnich (od 1875 w specjalnych puszkach). Początkowo tylko firma Van Haaren i Nieuwerkerk produkowała hopjes. Z czasem, aby sprostać rosnącej liczbie zamówień i popytowi wśród innych warstw społecznych, zaczęły powstawać nowe firmy produkujące ten cukierek. Około 1900 roku istniało 60 głównie rodzinnych, małych firm produkujących hopjes. Żadna z nich nie przetrwała zmian ekonomicznych na rynku, które nastąpiły po II wojnie światowej. Firma Van Haaren en Nieuwerkerk, która wypuściła na rynek pierwsze hopjes, została zlikwidowana w 1951.
Obecnie hopjes są produkowane przez różne firmy i w różnych krajach.

## Składniki
W skład współcześnie produkowanych hopjes przez firmę Rademaker wchodzą: cukier, syrop z glukozy, tłuszcz roślinny, koncentrat z masła, substancje zapachowe tzw. aromaty, 0,2% ekstraktu z kawy, karmel jako środek barwiący oraz sól.
Według przepisu na domową wersję Haagse hopjes potrzebne są następujące składniki: mocny napar kawy, cukier, biały syrop glukozowy, masło i śmietana.

## Produkcja
Ekstrakt z kawy wlewa się do żeliwnego garnka o grubym dnie i ogrzewa aż do zagotowania. Następnie dodaje się cukier i syrop z glukozą, jednocześnie dokładnie mieszając. Do powstałej masy należy dodać masło i śmietanę, cały czas mieszając. Całość gotuje się na wolnym ogniu aż do momentu, gdy kropla masy utworzy kroplę w filiżance z zimną wodą. Wtedy powstałą masę kawową należy wyjąć i umieścić na płycie uprzednio posmarowanej masłem. Uformować placek grubości około 1 cm. Pociąć na kawałki 1,5 × 1,5 cm i pozostawić do ochłodzenia. Połamać na sztuki. Przechowywać w szczelnie zamkniętym opakowaniu.